# Mate Arapov
Mate Arapov (Split, Yugoslavia, 25 de febrero de 1976) es un deportista croata que compitió en vela en la clase Laser. Ganó dos medallas de plata en el Campeonato Europeo de Laser, en los años 2003 y 2005.

## Palmarés internacional
| \| Campeonato Europeo \| Campeonato Europeo \| Campeonato Europeo \| Campeonato Europeo \| \| Año \| Lugar \| Medalla \| Clase \| \| ------------------ \| ------------------ \| ------------------ \| ------------------ \| \| 2003 \| Split (Croacia) \| Medalla de plata \| Laser \| \| 2005 \| Cartagena (España) \| Medalla de plata \| Laser \| |                    |                  |       |
| Campeonato Europeo |                    |                  |       |
| Año | Lugar              | Medalla          | Clase |
| 2003 | Split (Croacia)    | Medalla de plata | Laser |
| 2005 | Cartagena (España) | Medalla de plata | Laser |